# Svetlogorsk
Svetlogorsk (en russe : Светлогорск ; en allemand : Rauschen ; en lituanien : Raušiai ; en polonais : Rausze) est une ville et station balnéaire de l'oblast de Kaliningrad, dans l'okroug urbain de Svetlogorsk, en Russie. Sa population s'élevait à 11 219 habitants en 2013.

## Géographie

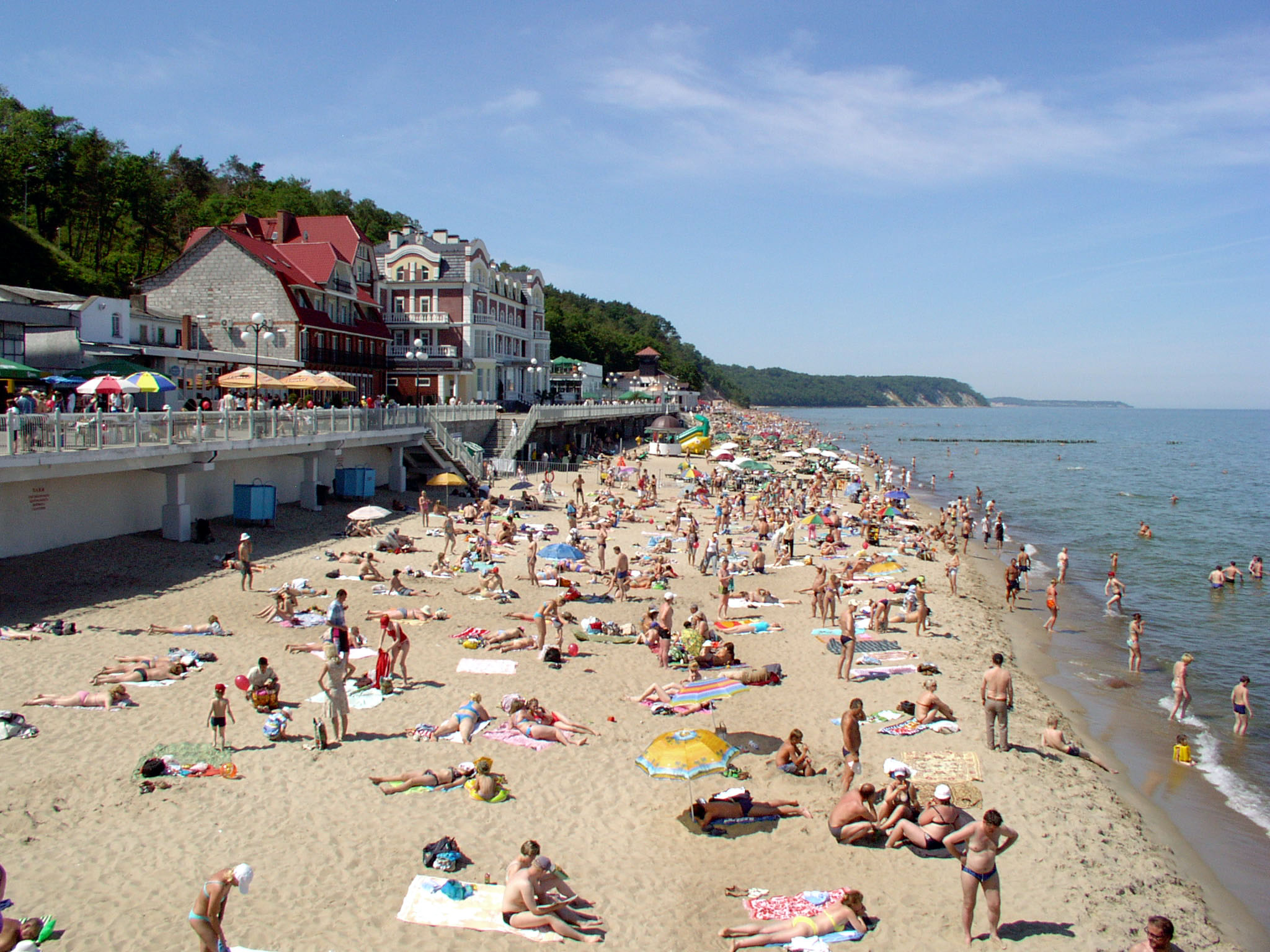
La côte Baltique à Svetlogorsk.

Svetlogorsk est située sur la côte de la mer Baltique dans la péninsule de Sambie au sein de l'ancienne Prusse-Orientale. Le centre-ville se trouve à 34 km au nord-ouest de Kaliningrad et à 1 103 km à l'ouest de Moscou. 

## Histoire
Un village de pêcheurs nommé Rusemoter à l'emplacement de la ville actuelle de Svetlogorsk fut mentionné pour la première fois en 1258. À cette époque, l'ordre Teutonique siégeant au château de Balga conquit progressivement la région des Prussiens et le nom fut peu à peu transformé en Rausemoter, Raushemoter et finalement Rauschen. Après la conquête de la Prusse, le légat pontifical Guillaume de Modène a mis en place une organisation ecclésistique de l'État monastique selon laquelle le lieu appartenait au diocèse de Sambie érigé par une bulle du pape Innocent IV en 1243. Les chevaliers Teutoniques y ont créé un étang et firent construire un grand moulin à eau.

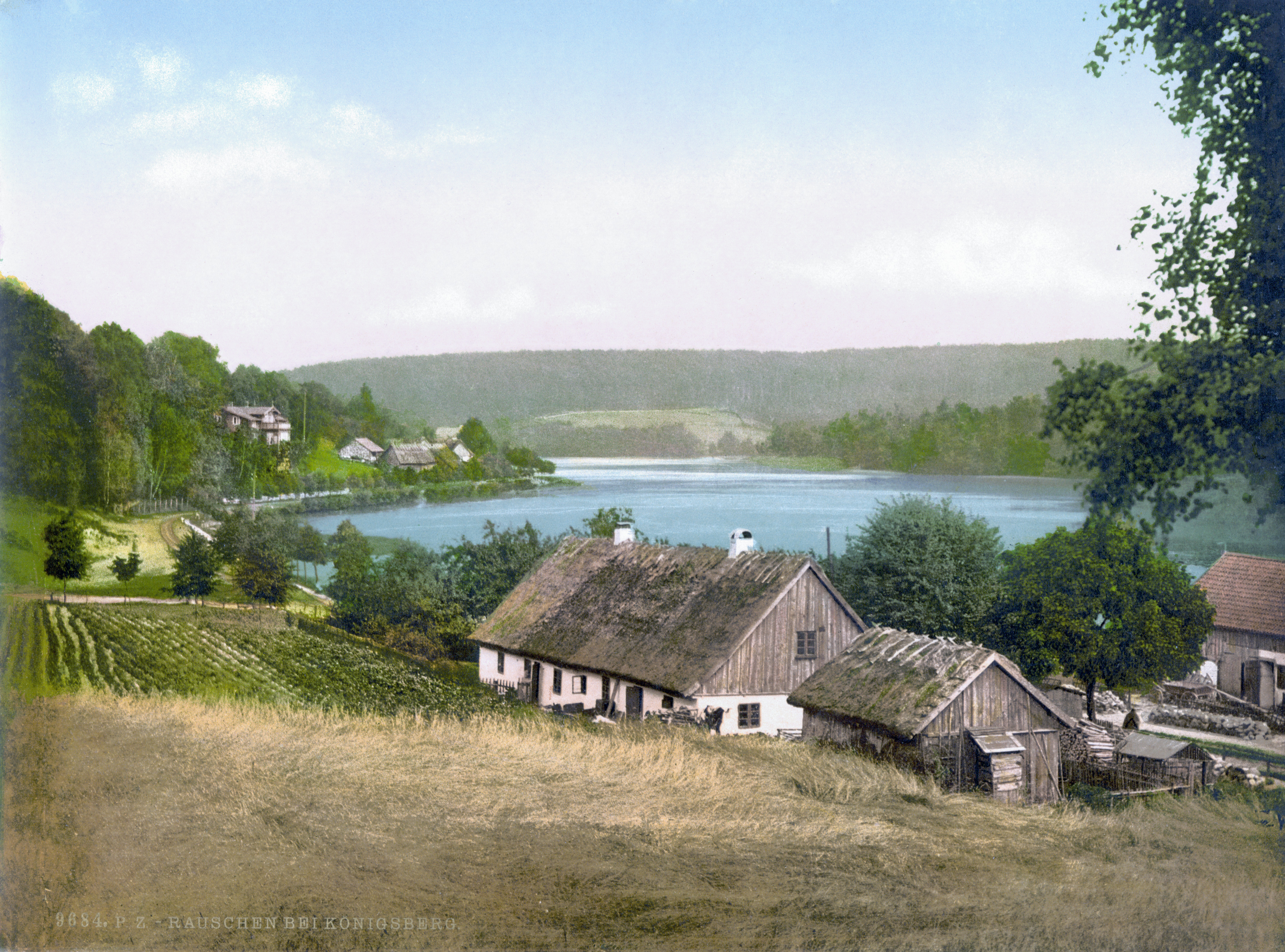
Rauschen vers 1900.

Au début du XIXe siècle, la localité devint très à la mode parmi les vacanciers allemands. Le 24 juin 1820, elle fut officiellement reconnue comme station balnéaire. L'arrivée du chemin de fer de Königsberg via Neukuhren, en 1900, renforça la popularité de la commune. L'église protestante de Rauschen fut inaugurée en 1907. Un téléphérique menant à la plage et un hippodrome furent construits avant la Première Guerre mondiale. Otto Nicolai et Thomas Mann figurent parmi les célébrités qui y séjournèrent. La plus petite station de Georgenswalde, qui en dépendait à 3 km, était aussi à la mode. Elle s'appelle aujourd'hui Otradnoïe.
En 1945, à la fin de la Seconde Guerre mondiale, Rauschen fut occupée par l'Armée rouge au cours de l'offensive de Prusse-Orientale. Elle fut annexée par l'Union soviétique, incorporée dans l'oblast de Kaliningrad en 1946 et renommée Svetlogorsk ; la population allemande restante fut expulsée. Otradnoïe fait désormais partie de la ville. Aujourd'hui, c'est une station balnéaire assez populaire en été grâce à son front de mer et à ses nombreux bains, clubs et attractions. 

## Population
Recensements (*) ou estimations de la population,
| 1540 | 1933  | 1939* | 1959* | 1970* |
| ---- | ----- | ----- | ----- | ----- |
| 70   | 2 178 | 2 544 | 6 726 | 7 797 |

| 1979* | 1989*  | 2002*  | 2010*  | 2012   |
| ----- | ------ | ------ | ------ | ------ |
| 9 982 | 11 881 | 10 950 | 10 772 | 10 982 |

| 2013   | - | - | - | - |
| ------ | - | - | - | - |
| 11 219 | - | - | - | - |

## Transports
La ville est desservie par l'autoroute A217, allant actuellement de Kaliningrad à Svetlogorsk.
La ville possède deux gares ; la gare de Svetlogorsk I et la gare de Svetlogorsk II.

## Personnalités liées à la ville
- Adolf Hering, peintre réaliste et illustrateur, mort à Rauschen en 1932 ;
- Anatoli Sobtchak, homme politique, coauteur de la Constitution de la fédération de Russie et maire de Saint-Pétersbourg, y meurt en 2000.